# Monotheist
Monotheist é o sexto é último álbum de estúdio da banda suíça de heavy metal Celtic Frost, lançado em 2006. Ele é a primeira gravação nova lançada em 14 anos pela banda após uma série de relançamentos.
Sobre o álbum, os músicos afirmam:
| “ | "Nós passamos quatro anos trancados em salas de ensaios e estúdios e nós fizemos esse álbum, em primeiro lugar, para nós mesmos. Nós não planejamos desse jeito, não esperávamos daquele jeito, nada dessas coisas. Nós o fizemos para nós porque o Celtic Frost tem sido maltratado pela indústria da música tão massivamente e tanta coisa não foi dita pela banda. Ainda que por um longo tempo a gente não tenha pensado em trazer a banda de volta, nós sempre sentimos como se houvesse um monte de negócios inacabados." | ” |

| “ | "Como sempre, a arte foi criada junto com a música. Ela inspirou a música, e vice-versa." | ” |

## Música
O disco apresenta elementos fundidos do thrash/black metal dos primeiros trabalhos do Celtic Frost. Contudo, o som de Monotheist foi descrito como mais pesado e obscuro, mais próximo ao doom metal e gothic metal.
De acordo com Ain e Fischer, algumas das letras foram influenciadas pelos escritos do ocultista inglês Aleister Crowley. Esta influência manifesta-se em faixas como "Os Abysmi Vel Daath", a qual é parcialmente o nome de um dos livros de Crowley.

## Faixas
| N.º | Título                                                             | Letras              | Música                    | Duração |  |
| 1.  | "Progeny"                                                          | Fischer             | Ain, Fischer, Sesa        | 5:01    |  |
| 2.  | "Ground"                                                           | Fischer             | Fischer, Unala            | 3:55    |  |
| 3.  | "A Dying God Coming into Human Flesh"                              | Ain                 | Ain, Fischer, Unala       | 5:39    |  |
| 4.  | "Drown in Ashes"                                                   | Fischer             | Fischer                   | 4:23    |  |
| 5.  | "Os Abysmi Vel Daath"                                              | Ain, Fischer        | Ain, Fischer, Sesa, Unala | 6:41    |  |
| 6.  | "Temple of Depression" (Faixa bônus da versão digipack)            | Fischer             | Ain, Fischer, Unala       | 4:59    |  |
| 7.  | "Obscured"                                                         | Ain, Fischer, Unala | Ain, Fischer, Unala       | 7:04    |  |
| 8.  | "Incantation Against You" (Faixa bônus da versão japonesa e vinil) | Ain                 | Ain, Vollenweider         | 5:06    |  |
| 9.  | "Domain of Decay"                                                  | Fischer             | Ain, Fischer, Unala       | 4:38    |  |
| 10. | "Ain Elohim"                                                       | Ain                 | Ain, Fischer, Sesa, Unala | 7:33    |  |
| 11. | "Triptych: I. Totengott"                                           | Ain                 | Fischer                   | 4:27    |  |
| 12. | "Triptych: II. Synagoga Satanae"                                   | Ain                 | Ain, Fischer, Sesa        | 14:24   |  |
| 13. | "Triptych: III. Winter (Requiem, Chapter Three: Finale)"           | (instrumental)      | Fischer                   | 4:32    |  |

## Créditos
- Tom G. Warrior: voz, guitarras, arranjos, programação
- Martin Eric Ain: baixo, voz principal e de apoio (mais vocais em "A Dying God Coming Into Human Flesh", todas as vozes em "Triptych I: Totengott", e partes faladas "Triptych II: Synagoga Satanae"), e produtor executivo
- Erol Unala: guitarra, engenharia e programação adicional em "Temple Of Depression"
- Franco Sesa: bateria

### Participações e produção
- Lisa Middelhauve (Xandria): vocais em “Drown In Ashes”
- Ravn (1349): vocal de apoio no refrão de “Temple Of Depression”
- Simone Vollenweider: vocal de apoio em  “Temple Of Depression”, vocal adicional em “Obscured”, e voz principal em  “Incantation Against You”
- Satyr (Satyricon): breve segmento de vocais em "Triptych II: Synagoga Satanae"
- Peter Tägtgren: vocal de apoio em “Triptych II: Synagoga Satanae” e co-produção
- Walter J.W. Schmid: engenharia, mixagem, masterização
- Phillip Schweidler: engenharia, mixagem